# Лали Росеба
Ла́ли Росе́ба (02.06.1943, Телави, Грузия — 11.04.2013 Москва, Россия) — художник, драматург.

## Биография
Родилась в семье театрального режиссёра Георгия Росеба и актрисы Кетеван Бочоришвили (известной отечественному зрителю по фильмам «Отец солдата», «Тепло твоих рук», «Несколько интервью по личным вопросам» и др.).
В 1965 г. окончила Тбилисский институт иностранных языков. Училась на курсах живописи при Тбилисской академии художеств.
С 1968 г. жила в Москве, где в течение многих лет работала в государственной Третьяковской галерее, в должности научного сотрудника — экскурсовода, всё своё свободное время посвящая занятиям живописью и драматургией.
Живописи училась у Т. И. Сельвинской. Была членом Объединения молодых художников г. Москвы, а в последние годы — членом Международного художественного фонда.

## Живопись
Принимала участие в групповых выставках:

Выставка группы «Стиль» — Зал Союза художников России, 1993 г.

«Посвящение Коровину» — ЦДХ, январь 2012 г.

«Арт-весна» — ЦДХ, галерея «Наш изограф», апрель 2012 г.

Персональные выставки:

Выставка в посольстве Грузии в России — 1998 г.

«Лали Росеба. Живопись, графика», Союз театральных деятелей РФ — июнь-сентябрь 2013 г.

«Не хочется терять ни дня», выставка в музее им А.А. Бахрушина — январь-февраль 2014 г.

## Драматургия
Член Союза писателей России с 1984 г.
Член СТД с 1992 г.
Пьесы:
- «Провинциальная история» — Тбилиси, театр им. Марджанишвили, Лос-Анджелес, театр «Одиссей», Будапешт, Национальный театр, Москва, МХАТ, Париж, театр «Авансцена»;
- «Премьера» — Тбилиси, театр им. Марджанишвили, Москва, театр им. Моссовета, Баку, Русский драматический театр;
- «Подворье» — Читинский драматический театр;
- «Солнечный свет любви» — Тбилиси, театр им, Марджанишвили;
- «Придет человечек» — Иркутск, ТЮЗ, Московский обл. детский театр;
- «Мне отмщение, и Аз воздам» (по мотивам романа Л. Н. Толстого «Анна Каренина») — Тбилиси, театр им. Марджанишвили, Хельсинки, Шведский театр;
- «Ангелы дома» — Тбилиси, театр им. Марджанишвили;
- «Представление отменяется»;
- «Что у куклы внутри»;
- «Станция-II».

Сборник пьес
«Что у куклы внутри» (2008 г.)
Первая поставленная пьеса — «Премьера», Государственный академический театр им. Марджанишвили (Тбилиси, 1979 г.)
Первые постановки на московской сцене — «Премьера» в авторском переводе (театр имени Моссовета, 1983 г.), «Провинциальная история» (МХАТ им. Горького, 1989 г.)
Пьесы Лали Росеба ставились на сценах Грузии, России, США, Франции и других стран мира.